# Dolichocephala rarinota
Dolichocephala rarinota är en tvåvingeart som beskrevs av Jones 1940. Dolichocephala rarinota ingår i släktet Dolichocephala och familjen dansflugor.
Artens utbredningsområde är Uganda. Inga underarter finns listade i Catalogue of Life.